# Gustl Halenke
Gustl Halenke (* 1930 in Düsseldorf; † 1. Mai 2022 in München) war eine deutsche Schauspielerin und Hörspielsprecherin.

## Leben
Halenke begann ihre Theaterlaufbahn bei Gustaf Gründgens in Düsseldorf. Weitere Theaterstationen waren Schleswig, Saarbrücken, Baden-Baden und das Staatstheater Stuttgart.
In den 1960er Jahren erschien sie am Bayerischen Staatsschauspiel in München, wo sie unter den Intendanten Helmut Henrichs und Kurt Meisel auftrat. Häufig war sie auch am Schlosspark Theater und am Schillertheater in Berlin zu sehen. Daneben war sie eine vielbeschäftigte Hörspielsprecherin.
An den Münchner Kammerspielen gastierte sie 1977 als Kaufmannsfrau in Eugene O’Neills Fast ein Poet und 1980 als Freundin in Ernst Jandls Aus der Fremde. 1985/86 spielte sie an der Freien Volksbühne Berlin unter der Regie von Hans Neuenfels die Brigid im Joyce-Stück Verbannte und die Herzogin in Frank Wedekinds Franziska.
Gustl Halenke war von 1956 bis zu dessen Tod 2013 mit dem Schauspieler Thomas Holtzmann verheiratet, mit dem sie unter anderem 1990 im Werkraum der Münchner Kammerspiele in Gurneys Love Letters unter der Regie von Helmut Griem gemeinsam auf der Bühne stand.
Unbemerkt von der Öffentlichkeit und den Medien starb die Schauspielerin im Jahr 2022 im 92. Lebensjahr. Ihre Todesanzeige in Form einer Danksagung wurde am 21. Mai 2022 in der Süddeutschen Zeitung unter dem Namen Gustl Halenke-Holtzmann veröffentlicht.

## Filmografie (Auswahl)
- 1956: Unheimliche Begegnungen
- 1957: Die Berufung wird abgewiesen
- 1959: Buddenbrooks
- 1960: Die Reise des Simon Feder
- 1965: Keine Angst vor der Hölle?
- 1971: Der Kommissar – Der Moormörder
- 1974: Der Kommissar – Domanns Mörder
- 1975: Derrick – Nur Aufregungen für Rohn
- 1977: Derrick – Via Bangkok
- 1978–1987: Der Alte (5 Folgen)
- 1978: Auf den Hund gekommen
- 1979: Lemminge
- 1982: Die Erbin
- 1983: Der Alte (Fernsehserie, Folge: Kalt wie Diamant)
- 1983: Polizeiinspektion 1 – Grenzfälle
- 1985: Derrick – Tod eines jungen Mädchens
- 1987: Derrick – Die Dame aus Amsterdam
- 1989: Fabrik der Offiziere
- 1995: Radetzkymarsch
- 2007: Holtzmanns Erzählungen – Mit dem Münchner Schauspieler auf Welt- und Theaterreise (Dok.)

## Hörspiele (Auswahl)
- 1951: John Mortimer: Die Mittagspause – Regie: Gert Westphal (Hörspiel – RB)
- 1954: Ernst Meess: Zwei Stunden bis Bethlehem – Regie: Nicht bekannt (Hörspiel – Radio Saarbrücken)
- 1955: Marcel Pagnol: Die Tochter des Brunnenmachers – Regie: Peter Hamel (Hörspielbearbeitung – SWF)
- 1956: Alexander Sternberg: Herr Berger schreibt sich einen Brief – Regie: Karlheinz Schilling (Originalhörspiel, Kurzhörspiel – SWF)
- 1957: Alfred Andersch: Fahrerflucht – Regie: Marcel Ophüls (SWF/RB)
- 1957: Günter Eich: Die Brandung vor Setúbal – Regie: Fritz Schröder-Jahn (Hörspiel – NDR)
- 1957: Hermann Bahr: Das Konzert – Regie: Fritz Schröder-Jahn (SDR)
- 1957: Christian Geissler: Es geschah in … Holland; Folge: Es war ganz einfach Liebe – Regie: Otto Kurth (Hörspielreihe – WDR)
- 1957: Josef Martin Bauer: Es geschah in… Kanada; Folge: Fracht gelöscht – Regie: Ludwig Cremer (Hörspielreihe – WDR)
- 1959: Joachim Maass: Der Fall de la Roncière – Regie: Helmut Brennicke (Hörspiel – BR)
- 1960: Günter Eich: Blick auf Venedig – Regie: Fritz Schröder-Jahn (Hörspiel – NDR)
- 1961: Stefan Zweig: Ungeduld des Herzens – Regie und Hörspielbearbeitung: Gert Westphal
- 1961: Richard Hughes: Gefahr – Regie: Ulrich Lauterbach (Original-Hörspiel – HR/RB)
- 1962: Adolph L’Arronge: Seinerzeit ausverkauft; Folge: Mein Leopold – Regie: Heinz-Günter Stamm (Hörspielreihe – BR)
- 1964: Gerhart Hauptmann: Die Ratten – Regie: Walter Ohm (Hörspielbearbeitung – BR)
- 1965: Ring W. Lardner: Ruhestätte – Regie: Fritz Peter Vary (Hörspielbearbeitung, Kurzhörspiel – WDR)
- 1967: Christa Reinig: Das Aquarium – Regie: Raoul Wolfgang  Schnell
- 1968: Selma Urfer: Die Gäste – Regie: Heinz-Günter Stamm (Originalhörspiel – BR)
- 1969: Henrik Ibsen: Peer Gynt – Regie: Heinz-Günter Stamm (Hörspielbearbeitung – BR)
- 1969: Georges Perec: Wucherungen – Regie: Wolfgang Schenck (Hörspiel – SR/WDR)
- 1973: Heinrich Wilken: Seinerzeit ausverkauft; Folge: Ehrliche Arbeit – Regie: Heinz-Günter Stamm (Hörspielreihe, Hörspielbearbeitung – BR)
- 1973: Günter Eich: Hilda – Regie: Peter Michel Ladiges (Hörspiel – SWF)
- 1976: Jean Chatenet: Die Wölfin – Regie: Raoul Wolfgang Schnell (Kriminalhörspiel – SDR)
- 1978: Hans Rothe: Besondere Kennzeichen: Kurzsichtig – Regie: Ulrich Lauterbach (Hörspiel um Georg Büchner – BR/HR)
- 1991: J.R.R. Tolkien: Der Herr der Ringe – Regie: Bernd Lau (Hörspiel – WDR/SWR)
- 1992: Tankred Dorst: Nach Jerusalem – Regie: Otto Düben (Hörspiel – SDR)
- 1998: Bernardo Atxaga: Memoiren einer baskischen Kuh  (Pauline) – Bearbeitung, Komposition und Regie: Charlotte Niemann (Hörspielbearbeitung – RB/BR)